# È proprio questo quello che ci manca
È proprio questo quello che ci manca è un singolo del gruppo musicale italiano Jalisse, pubblicato il 18 gennaio 2022.
Il brano è stato presentato alla commissione artistica per il Festival di Sanremo 2022. La canzone parla di questioni attinenti al passato dei due cantanti.

## Tracce
Testi di Alessandra Drusian, musiche di Fabio Ricci.
1. È proprio questo quello che ci manca – 3:21